# 가타부타타
가타부타타는 매주 목요일 숭어작가가 연재하였던 완결된 네이버 웹툰이다.

## 등장인물

### 주연
- 추혜진

이 웹툰의 여주인공이다. 차해준과 중학생때 사귀었지만 주변인들의 지나친 간섭 때문에 헤어지고 대학생때 자취를 하며 옆집에서 만난다. 차해준과 다시 사귀고 있다.
- 차해준

이 웹툰의 남자주인공이다. 추혜진과 중학생때 사귀었다가 추혜진에게 차이고 대학생때 옆집관계로 다시 만난다. 추혜진과 사귀고 있다.
- 정유미

추혜진의 단짝이며, 고등학생때부터 친했다. 차한솔과 사귀고 있다. 
- 차한솔

차해준의 단짝이며, 추혜진, 차해준과 같은 중학교를 다녔다. 이름때문에 차해준과 차한솔이 형제라고 착각하는 사람이 많다. 정유미와 사귀고 있다.

### 조연
- 이율

추혜진을 짝사랑하여 고백했지만 차였다. 훗날 박은하와 회사에서 만난다.
- 박은하

주연 4인방보다 한 살 많고 추혜진에게 도움을 많이 준다. 훗날 이율과 회사에서 만난다.
- 유병진

꼰대 선배로 작가도 인정한 쓰레기. 추혜진을 괴롭혀 힘들게 만들지만 역으로 당해 자퇴한다.